# Recopa de la AFC 1999-2000
La Recopa de la AFC 1999/2000 es la décima edición de este torneo de fútbol a nivel de clubes de Asia organizado por la AFC y que contó con la participación de 22 equipos campeones de copa de sus respectivos países, 6 equipos menos que en la edición anterior.
El Shimizu S-Pulse de Japón venció al Al-Zawraa de Irak en la final disputada en Tailandia para ganar el título por primera vez.

## Primera ronda

### Asia Occidental
| Equipo 1          | Agr.         | Equipo 2              | Ida | Vuelta |
| ----------------- | ------------ | --------------------- | --- | ------ |
| Esteghlal         | 15-0         | Homenetmen            | 7-0 | 8-0    |
| Al Arabi          | w/o1         | Al-Zawraa             |     |        |
| Al-Ittihad        | 1-4          | Al-Rayyan             | 0-2 | 1-2    |
| Al Jaish          | 2-2 (v.)     | Al-Ain                | 0-1 | 2-1    |
| Kaisar Hurricane  | 3-3 (4:3 p.) | Khuja Karim Gazimalik | 3-0 | 0-3    |
| Al-Ahli           | bye          |                       |     |        |
| Al-Ittihad        | bye          |                       |     |        |
| Navbahor Namangan | bye          |                       |     |        |

1 Al Arabi abandonó el torneo

### Asia Oriental
| Equipo 1    | Agr. | Equipo 2                   | Ida | Vuelta |
| ----------- | ---- | -------------------------- | --- | ------ |
| New Radiant | 1-4  | Ho Chi Minh City Police FC | 1-3 | 0-1    |

## Segunda ronda

### Asia Occidental
| Equipo 1         | Agr. | Equipo 2          | Ida | Vuelta |
| ---------------- | ---- | ----------------- | --- | ------ |
| Al Ittihad       | 2-1  | Esteghlal         | 1-0 | 1-1    |
| Al-Zawraa        | 7-2  | Al-Rayyan         | 5-2 | 2-0    |
| Al-Ahli          | 3-0  | Al-Jaish          | 1-0 | 2-0    |
| Kaisar Hurricane | 2-3  | Navbahor Namangan | 2-2 | 0-1    |

### Asia Oriental
| Equipo 1                   | Agr.   | Equipo 2           | Ida | Vuelta |
| -------------------------- | ------ | ------------------ | --- | ------ |
| Shanghái Shenhua           | 0-2    | Shimizu S-Pulse    | 0-0 | 0-2    |
| Sembawang Rangers          | (w/o)1 | Anyang LG Cheetahs |     |        |
| Ho Chi Minh City Police FC | 1-4    | South China        | 1-1 | 0-3    |
| Bangkok Bank               | 6-0    | Persebaya Surabaya | 5-0 | 1-0    |

1 El Sembawang Rangers abandonó el torneo antes de jugar el partido de ida

## Cuartos de final

### Asia Occidental
| Equipo 1   | Agr. | Equipo 2          | Ida | Vuelta |
| ---------- | ---- | ----------------- | --- | ------ |
| Al Ittihad | 1-2  | Al-Zawraa         | 1-2 | 0-0    |
| Al-Ahli    | 6-31 | Navbahor Namangan | 6-1 | 0-2    |

1 Al-Ahli abandonó el torneo en la ronda semifinal y fue reemplazado por el Navbahor Namangan; y más tarde fue suspendido de todas las competiciones de la AFC por un año

### Asia Oriental
| Equipo 1        | Agr. | Equipo 2           | Ida | Vuelta |
| --------------- | ---- | ------------------ | --- | ------ |
| Shimizu S-Pulse | 5-2  | Anyang LG Cheetahs | 3-1 | 2-1    |
| South China     | 3-5  | Bangkok Bank       | 3-2 | 0-3    |

## Semifinales
| 13 de abril de 2000 | Al-Zawraa              | 2–1 (t. s.) | Navbahor Namangan |  |  |
|                     | Sabie 45' · Fiead 102' |             | Nazarov 36'       |  |  |

| 13 de abril de 2000 | Shimizu S-Pulse | 0–0 (t. s.)(4-2 p.) | Bangkok Bank |  |  |

## Tercer lugar
| 15 de abril de 2000 | Bangkok Bank                                                     | 3–1 | Navbahor Namangan  |  |  |
|                     | Thaweechalermdit 4' (pen.) · Sriaroon 36' · Hatihakreangkrai 38' |     | Mirkoldirahaev 23' |  |  |

## Final
| 15 de abril de 2000 | Shimizu S-Pulse | 1–0 | Al-Zawraa |  |  |
|                     | Ikeda 74'       |     |           |  |  |

## Campeón
| Recopa de la AFC 1999/2000  |
| --------------------------- |
| Bandera de Japón            |
| Shimizu S-Pulse 1.er título |